# Babbelonië
Babbelonië was een televisiequiz gepresenteerd door Pim Jacobs, die geassisteerd werd door KLM-stewardess Monique van Haasteren. Het programma werd vanaf 5 juni 1981 tot 30 mei 1985 tweewekelijks uitgezonden door de AVRO. Kijkcijfers voor Babbelonië van zeven miljoen kijkers in Nederland waren niet uitzonderlijk.
Links van de presentator zat het vaste panel van Babbelonië, dat bestond uit Willem Duys, Lous Haasdijk en Jos Brink. (Brink werd voor de laatste twee seizoenen van het programma (1984 en 1985) vervangen door Jan Blaaser.) Rechts van de presentator zaten de spelers. In eerste instantie was het de bedoeling hiervoor kandidaten te nemen die zich konden aanmelden en zo ook een prijs konden winnen, maar uiteindelijk werd gekozen voor bekende Nederlanders; voor iedere aflevering waren dat weer anderen.
Het programma werd niet altijd in de AVRO-studio opgenomen, maar ook vaak op locatie. Het team trok dan het land in en nam het programma op in bijvoorbeeld een theater.
Het doel van het spel was het woord te raden dat door een panellid op een cryptische manier werd omschreven. Soms waren deze omschrijvingen weleens dubbelzinnig en hadden ze een seksuele ondertoon. Als men er niet uitkwam, werd een voorwerp getoond dat iets met het onderwerp te maken had.
Op 31 december 1981 ging de oudejaarsconference van Wim Kan niet door, nadat hij in conflict was gekomen met de uitzendende VARA. De AVRO nam toen snel een extra lange aflevering (120 minuten) van Babbelonië op om deze op Oudejaarsavond uit te zenden.
Jaren later, medio 1990, kwam de quiz Wie ben ik? op de televisie bij RTL 4, die zeer sterk op Babbelonië leek. De twee bedenkers, Jan Meulendijks en Bart Schuil (die nog meer televisiequizzen hadden bedacht), waren hier boos over, maar ondernamen verder geen juridische stappen tegen de makers van dit programma.
Andermans Veren ·
Atlas ·
Babbelonië ·
BankGiro Loterij Restauratie ·
Blik op de weg ·
Bloedverwanten ·
Buitenhof** ·
Dag Juf, tot morgen ·
De Astronautjes ·
De Bereboot ·
De Brekers ·
De Droomshow ·
De Sleutels van Fort Boyard ·
De tiende van Tijl ·
De Troon ·
Die is de mol! ·
EenVandaag* ·
Een mens wil... ·
Eén van de acht ·
Expeditie Poolcirkel*** ·
Fort Boyard ·
Gouden Televizier-Ring Gala ·
Hoe heurt het eigenlijk? ·
In de hoofdrol ·
Join the Beat ·
Junior Eurovisiesongfestival ·
Junior Songfestival ·
Karel ·
Kinderprinsengrachtconcert ·
Koefnoen ·
Kom er maar eens achter ·
Lawaaipapegaai ·
Mag ik u kussen? ·
Mensen zoals jij en ik ·
Missers! ·
Nederland in Beweging!**** ·
Ontdek je plekje ·
Op de Bon ·
Op zoek naar Danny & Sandy ·
Op zoek naar Evita ·
Op zoek naar Joseph ·
Op zoek naar Maria ·
Op zoek naar Mary Poppins ·
Op zoek naar Zorro ·
Opium ·
Opsporing Verzocht ·
Prinsengrachtconcert ·
Service Salon ·
Sterrenjacht ·
Sterrenslag ·
Stuif es in ·
Telebingo ·
Televizier ·
The Phone ·
Toppop3 ·
Tussen Kunst & Kitsch ·
Vinger aan de Pols ·
We gaan nog niet naar huis ·
Wedden dat..? ·
Wie-kent-kwis ·
Wie is de Mol? ·
Wie is de Mol? Junior ·
Wordt Vervolgd
* In samenwerking met de TROS
** In samenwerking met VARA en VPRO
*** Dit programma is overgegaan naar RTL 5
**** Dit programma is overgegaan naar MAX